# Cecil Day-Lewis
Cecil Day-Lewis CBE (Condado de Laois, 27 de abril de 1904 – Hadley Wood, 22 de maio de 1972) foi um escritor e poeta irlandês, reconhecido no Reino Unido e cavaleiro póstumo da Ordem do Império Britânico.
Durante a Segunda Guerra Mundial Cecil trabalhou como editor do Ministério de Informação do Reino Unido, servindo também na Home Guard. É pai do ator Sir Daniel Day-Lewis e da crítica de culinária Tamasin Day-Lewis.

## Biografia
Cecil nasceu na residência de Ballintubbert, Condado de Laois, na Irlanda, em 1904. Era filho de Frank Day-Lewis, reverendo na Igreja da Irlanda, e Kathleen Blake. Parte de sua família era inglesa, da região de Canterbury e de Hertfordshire. Seu pai criou o sobrenome "Day-Lewis" combinando o sobrenome do pai biológico, Day e do pai adotivo, Lewis. Em sua biografia, The Buried Day (1960), Cecil escreveu:
| “ | Como escritor, não uso o hífen no meu sobrenome - um esnobismo invertido que produziu resultados bastante contraditórios. | ” |

Após a morte da mãe, em 1906, quando Cecil tinha 2 anos, ele foi levado para Londres por seu pai, com a ajuda de uma tia, onde passou vários verões com parentes no Condado de Wexford. Estudou na Sherborne School e no Wadham College, Oxford, pnde tornou-se parte do círculo de W. H. Auden, a quem ajudou a editar o periódico Oxford Poetry 1927. Sua primeira coletânea de poemas, Beechen Vigil, foi publicada em 1925.

## Carreira
Em 1928, Cecil casou-se com Constance Mary King, filha de um de seus professores na Sherborne. Na época, Cecil trabalhava como professor em três escolas. Durante a década de 1940, ele teve um conturbado caso extraconjugal com a escritora Rosamond Lehmann. Seu primeiro casamento acabou em 1951 e ele se casou com a atriz, Jill Balcon, filha do produtor de cinema Michael Balcon.
Durante a Segunda Guerra Mundial, Cecil trabalhou como editor no Ministério da Informação. Sem tanta influência de Auden em seu trabalho, por volta dessa época, o trabalho de Cecil adotou um estilo lírico mais tradicional pelo qual ficou conhecido. Alguns críticos acreditam que ele teria alcançado a maturidade como poeta com Word Over All (1943). Com o fim da guerra, ele se tornou editor e depois diretor da editora Chatto & Windus.
Em 1946, Cecil era palestrante na Universidade de Cambridge, publicando suas apresentações no periódico The Poetic Image (1947). Lecionou poesia na Universidade Oxford, entre 1951 a 1956. Entre 1962–1963, foi professor convidado na Universidade Harvard. Foi indicado a Poeta Laureado do Reino Unido em 1968, sucedendo John Masefield.
Foi diretor do Conselho de Artes do Painel de Literatura Britânico, vice-presidente da Royal Society of Literature, membro honorário da American Academy of Arts and Letters, membro da Academia Irlandesa de Letras e professor de retórica no Gresham College, em Londres.

## Morte
Cecil morreu em 22 de maio de 1972, em Hadley Wood, subúrbio de Londres, devido a um câncer de pâncreas, aos 68 anos. Ele foi sepultado na Igreja de St. Michael, em Stinsford, Dorset, ao lado do túmulo de Thomas Hardy, a que admirava.

## Vida pessoal
Cecil teve quatro filhos: com Constance Mary King, teve Sean Day-Lewis, escritor e crítico de TV, e Nicholas Day-Lewis, engenheiro. Com Jill Balcon teve Tamasin Day-Lewis crítica de culinária e escritora, e o ator Daniel Day-Lewis, ganhador de três Oscar da Academia. Sean foi autor da biografia do pai, intitulada C. Day Lewis: An English Literary Life (1980).
Daniel doou todo o acervo do pai para a Biblioteca Bodleiana, em Oxford.

## Publicações

### Poesia
- Transitional Poem (1929)
- From Feathers to Iron (1931)
- Collected Poems 1929–1933 (1935)

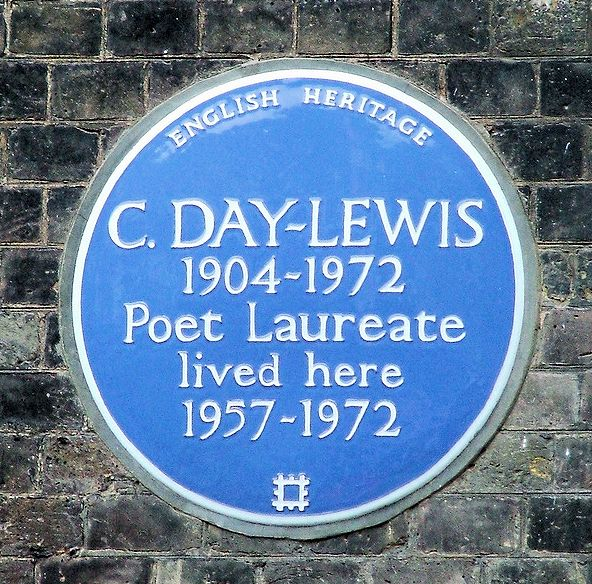
Placa em homenagem a Cecil Day-Lewis, em Greenwich, Londres

- A Time to Dance and Other Poems (1935)
- Overtures to Death (1938)
- Short Is the Time (1945)
- Selected poems (1951)
- Collected Poems (1954)
- Pegasus and Other Poems (1957)
- The Gate, and Other Poems (1962)
- The Whispering Roots and Other Poems (1970)
- The Complete Poems of C.Day-Lewis (1992)[8]
- Editor: A New Anthology of Modern Verse 1920–1940 (1941) edited with L. A. G. Strong.
- Editor: The Chatto Book of Modern Poetry 1915–1955 (1956 edited with John Lehmann.

### Ensaios
- A Hope for Poetry (1934)
- Poetry for You (1944)
- The Poetic Image (1947)

### Romances
- The Friendly Tree (1936)
- Starting Point  (1937)
- Child of Misfortune (1939)

### Livros infantis
- Dick Willoughby (1933)
- The Otterbury Incident (1948)

### Livros de Nigel Strangeways
- A Question of Proof (1935);
- Thou Shell of Death;
- There's Trouble Brewing (1937);
- The Beast Must Die (1938);
- The Smiler with the Knife (1939). Serialised News Chronicle, 1939;
- Malice in Wonderland;
- The Case of the Abominable Snowman;
- Minute for Murder (1947);
- Head of a Traveller (1949);
- The Dreadful Hollow (1953);
- The Whisper in the Gloom;
- End of Chapter (1957);
- The Widow's Cruise (1959);
- The Worm of Death (1961);
- The Sad Variety (1964);
- The Morning after Death (1966);

### Outros livros da série
- A Tangled Web;
- A Penknife in My Heart (1958);
- The Deadly Joker (1963);
- The Private Wound (1968);

### Contos
- 'A Slice of Bad Luck' (The Bystander, 1 de dezembro de 1935; reprinted in Detection Medley, ed. John Rhode, Hutchinson 1939) (aka 'The Assassin's Club').
- 'Mr Prendergast and the Orange' (The Sunday Dispatch 1938);
- 'It Fell To Earth' (The Strand Magazine Junho 1944) (aka 'Long Shot').
- 'The Snow Line' (Strand Magazine, Fevereiro 1949) (aka 'A Study in White' aka 'A Problem in White').
- 'Sometimes the Blind See the Clearest' (The Evening Standard 18 de março de 1963) aka 'Sometimes the Blind'.
- 'Calling James Braithwaite'

### Autobiografia
- The Buried Day (1960)